# 노예 12년 (책)

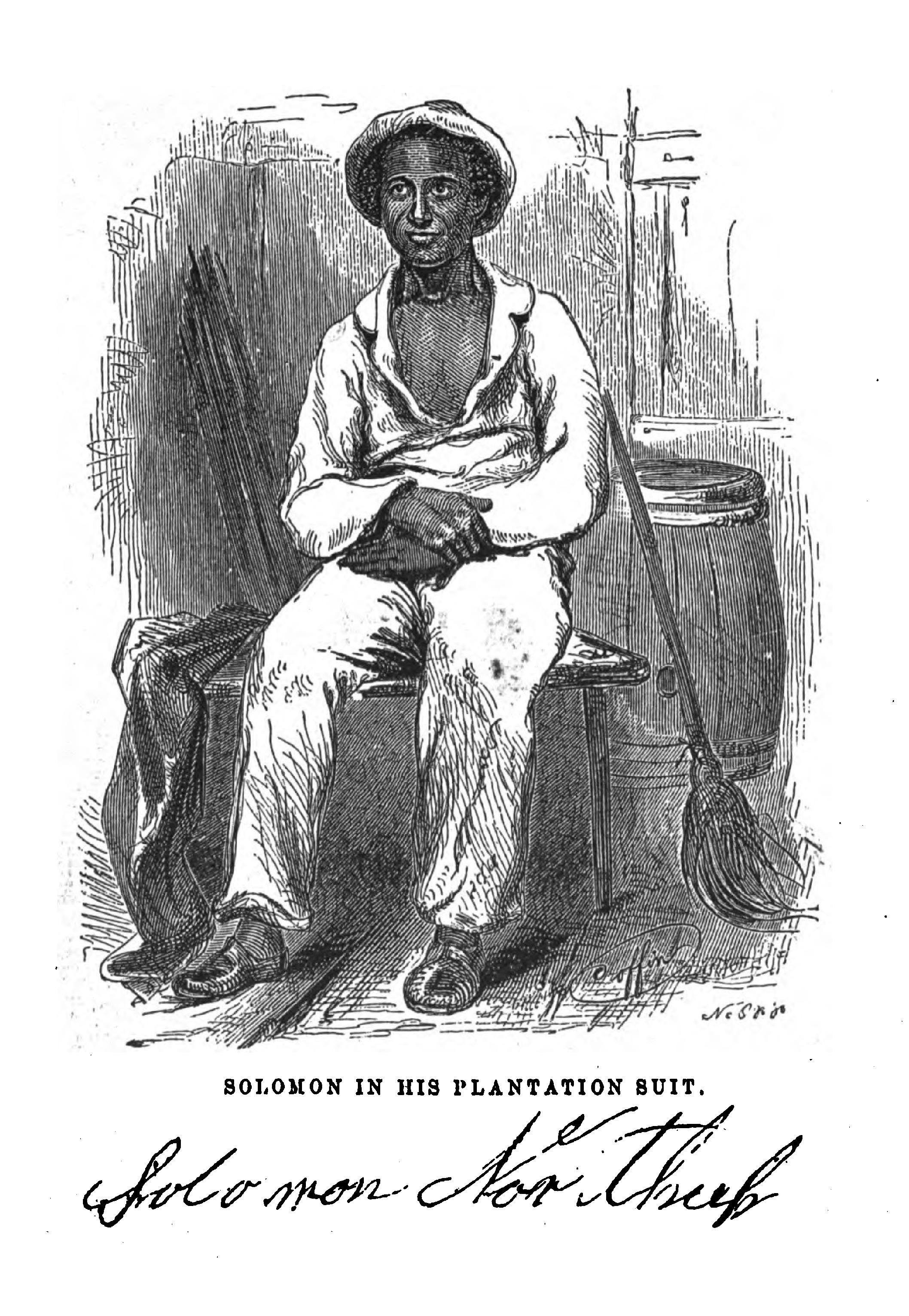

《노예 12년》(영어: 12 Years a Slave)은 자유인이었던 아프리카계 미국인 솔로몬 노섭이 인신매매를 당하여 노예 생활 12년을 겪은 경험을 바탕으로 써 1853년에 출간된 회고록이자 노예 서사이다. 2013년 스티브 매퀸이 감독한 동명의 영화 《노예 12년》이 개봉하였다.

## 내용
장 별 소제목은 아래와 같다.
제1장
서두 - 조상 - 노섭 가문 - 탄생과 부모 - 민투스 노섭 - 앤 햄턴과의 결혼 - 올바른 결심 - 섐플레인 운하 - 캐나다로 떠난 뗏목 여행 - 농삿일 - 바이올린 - 요리 - 사라토가로 이사 - 파커와 페리 - 노예들 - 그리고 노예제도 - 아이들 - 슬픔의 서막
제2장
두 명의 이방인-서커스단- 사라토가를 떠나다-복화술과 마술-뉴욕으로의 여행-자유인 증명 서류-브라운과 해밀턴-서커스단에 도착하려 서두르다-워싱턴에 도착-해리슨의 장례식-갑작스러운 병- 고통스러운 갈증-멀어지는 빛-의식불명-사슬과 암흑
제3장
고통스러운 생각들-제임스 H. 버치-워싱턴의 윌리엄스 노예 수용소-래드번이란 하인-자유인임을 주장하다-노예상의 분노-패들과 아홉가닥짜리 채찍-채찍질 -새로운 친구들-레이, 윌리엄스, 그리고 랜들-수용소에 도착한 어린 에밀리와 아이의 어머니-어머니의 슬픔-엘리자의 이야기
제4장
슬픔에 빠진 엘리자-출항할 준비- 워싱턴의 길거리로 끌려나가다-컬럼비아 국회의사당-워싱턴의 무덤-클렘 레이-증기선 위에서의 아침식사-행복한 새들-아퀴아 크리크-프레데릭스버그-리치몬드 도착-굿딘과 그의 노예 수용소-신시내티의 로버트-데이비드와 그의 아내-메리와 리시-돌아간 클렘-결국 캐나다로 탈출한 클렘-오를리언스 호-제임스 H. 버치
제5장
노포크 도착-프레데릭과 마리아-프리먼에게 스튜어드로 지목된 아서-짐, 쿠피, 그리고 제니-폭풍-바하마 강둑-가라앉은 폭풍-음모-대형 보트-천연두-로버트의 죽음-선원 매닝-갑판에서 만나다-편지-뉴올리언스 도착-아서를 되찾으러 온 주인-인수인 시어필러스 프리먼-플랫-뉴올리언스 노예 수용소에서 보낸 첫날밤
제6장
프리먼의 사업-세수와 옷-쇼룸에서의 연습-춤-바이올린 연주자 밥-고객들 도착-노예 검사-뉴올리언스의 노신사-팔려간 데이비드와 캐롤린, 리시-랜들과 엘리자 헤어지다-천연두-병원-회복, 그리고 프리먼의 노예 수용소로 돌아옴-엘리자와 해리, 플랫의 구매자-어린 에밀리를 떠나는 엘리자의 고통
제7장
증기선 로돌프-뉴올리언스 출발-윌리엄 포드-레드 강의 알렉산드리아에 도착-결단-그레이트 파인 우즈-야생 소떼-마틴의 여름 주거지- 텍사스 로-포드 씨 댁 도착-로즈- 포드 부인-샐리와 그녀의 아이들-요리사 존- 월터, 샘, 그리고 앤서니-인디언 크리크의 제재소-안식일-샘의 개종-친절함에 따르는 이익-뗏목-자그마한 백인 남자 애덤 테이덤-카스칼라와 그의 부족-인디언 무도회-존 티비츠-다가오는 폭풍
제8장
곤란한 처지가 된 포드-티비츠에게 팔리다-담보물-바이유 뵈프에 있는 포드 부인의 농장-바이유 뵈프에 대한 설명- 포드의 처남 피터 태너-엘리자와 만나다-여전히 아이들을 잃은 슬픔에 빠져 있는 엘리자-포드의 감독관 채핀- 티비츠의 학대-못 통-티비츠와의 첫 번째 싸움-티비츠의 질책-날 목매달려는 시도-채핀의 개입과 연설-불행한 생각들-갑작스럽게 떠난 티비츠, 요리사 그리고 램지-로손과 갈색 노새-파인 우즈에 보내는 전갈
제9장
뜨거운 태양-아직 묶인 몸-살갗을 파고드는 밧줄-채핀의 불안-레이첼과 그녀가 갖다 준 물 한 잔-커지는 고통-노예의 행복-포드가 도착하다- 내 몸을 묶은 밧줄을 잘라내고 내 목에 걸린 올가미를 벗겨주다-절망-엘리자의 오두막에 모여든 노예들-노예들의 친절함-레이칠이 그 날의 사건을 이야기하다-로손이 노새를 타고 다녀온 이야기를 자랑하다-티비츠가 돌아올 것을 걱정하는 채핀-피터 태너에게 고용되다-성서를 자세히 설명해주는 피터-형틀에 대한 설명
제10장
티비츠에게 돌아가다-어떻게 해도 만족시킬 수 없는 티비츠-손도끼를 들고 날 공격하는 티비츠-도끼를 피하려 몸부림치는 나-그를 죽이고 싶은 유혹-농장을 가로질러 탈출을 감행-울타리의 감시자-티비츠와 하운드 개들의 추격-내 뒤를 밟다-커다란 고함소리-하마터면 잡힐 뻔 하다-강가에 도달하다-뱀떼와 악어떼-광활한 파쿠드리 늪지에서의 하룻밤-생명의 소리- 북서쪽 길-파인우즈-노예와 젊은 주인-포드 댁에 도착-음식과 휴식
제11장
여주인의 정원-빨갛고 노란 과일-오렌지 나무와 석류 나무-바이유 뵈프로 돌아가다-돌아가는 길에 포드 주인님이 하신 말- 티비츠와의 만남-추격에 대한 그의 이야기- 포드가 그의 포악함을 비난하다-농장에 도착-날 보고 놀라는 노예들-예고된 매질-켄터키 존-농장주 엘더렛 씨-엘더렛의 샘-큰수수덤불숲과 서튼 밭-나무숲-각다귀와 모기떼-큰수수덤불숲에 도착한 흑인 여자들-굼뜬 여자들-갑자기 나타난 티비츠-그의 짜증나는 태도-바이유 뵈프를 방문하다-노예 통행 허가증-남부의 관습 -엘리자의 마지막-에드윈 엡스에게 팔리다
제12장
엡스의 외모-엡스, 술 취했을 때와 제정신을 때-그의 과거사-목화 경작-밭 갈기-심기 -괭이질과 맨손으로 목화 따기-목화 따는 사람들의 차이점-놀라운 팻시 -능력에 따른 임무-목화밭의 아름다움-노예의 노동-조면 공장에 가는 두려움-무게 달기-허드렛일- 오두막 생활-옥수수 제분소-조롱박 사용법-늦잠에 대한 두려움-지속적인 두려움-옥수수 재배법-고구마-비옥한 땅-돼지 살찌우기-베이컨-소 기르기--원예 작물 -꽃과 초목
제13장
흥미로운 도끼 나무자루-다가오는 질병의 징조들-지속적인 쇠락-헛된 채찍질-오두막에 감금-와인스 박사의 방문-예술-부분적인 회복-목화 따기 실패-엡스의 농장에서 들을 수 있는 것-등급에 따른 채찍질-채찍질하는 엡스-춤추는 엡스-춤에 대한 설명-휴식도 없이 강행해야 하는 노동- 엡스의 성격-짐 번스-허프 파워에서 바이유 뵈프로 이사-에이브럼 아저씨, 윌리, 피비 아줌마, 밥, 헨리, 에드워드, 팻시 각각의 족보에 대한 설명-그들의 과거사, 그리고 특이한 점에 대한 이야기-질투와 욕망-희생자 팻시
제14장
망해버린 1845년 면화 수확-일꾼이 필요한 세인트 메리 교구-그리로 보내지다-행진의 순서-그랜드 고토-바이유 살르의 터너 판사에게 고용되다-그의 제당공장 운전수로 임명되다-일요일 수당-센터빌의 야니 저택에서 열린 파티-행운-날 숨겨달라는 부탁을 거절하는 선장-바이유 뵈프로 돌아오다-티비츠의 모습-슬픔에 잠긴 팻시-소란과 다툼-너구리와 주머니쥐 사냥하기-주머니쥐의 교활함-노예의 딱한 상황-어량에 대한 설명-나체즈에서 온 남자 살해당하다-마셜의 도전을 받은 엡스-노예제도의 영향-자유에 대한 사랑
제15장
사탕수수밭에서의 노동-사탕수수를 심는 방법-사탕수수를 캐는 방법-사탕수수 줄기-사탕수수 자르기-사탕수수 건초 더미-이듬해 농사 준비-바이유 뵈프에 있는 호킨스 제당공장에 대한 설명-크리스마스 휴일-노예 아이들의 축제 시즌-크리스마스 저녁식사-제일 좋아하는 색 빨강-바이올린과 바이올린이 주는 위안-크리스마스 댄스-요부 라이블리-샘 로버츠와 그의 경쟁자들-노예만가-남부의 삶-일 년에 사흘-결혼 제도-결혼을 경멸하는 에이브럼 아저씨
제16장
감독관들-그들이 가지고 다니는 무기들-살인-마크스빌에서 벌어진 처형-노예 운전수들-바이유 뵈프로 이사해 운전수로 임명되다-훈련이 완벽을 만든다-플랫의 목을 따려고 시도하는 엡스-그에게서 도망치다-여주인의 보호를 받다-읽기와 쓰기가 금지되다-9년 동안의 노력 끝에 받은 한 장의 종이-편지-비열한 백인 암스비 -그에게 일부의 비밀을 털어놓다-그의 배신-엡스의 의심-그들이 조용해진 이유-불탄 편지-바이유를 떠나는 암스비-실망과 절망.
17장
피비 아줌마와 에이브럼 아저씨의 조언을 무시하고 순찰자에게 잡힌 와일리-순찰자 조직과 임무-도망치는 와일리-그를 찾기 위한 수색-예기치 못하게 돌아온 와일리-레드 강에서 붙잡혀 알렉산드리아 감옥에 수감되는 와일리-탈출하려 개들을 조용히 시키다 조셉 B. 로버츠에게 발각되다-‘광활한 소나무숲’의 탈주자들-애덤 테이덤과 인디언들에게 사로잡히다-개떼에게 살해당한 오거스터스-엘드렛의 노예 여인 넬리-셀레스트의 이야기-구체적인 움직임-배신자 루 체니-폭동을 일으키자는 아이디어.
18장
무두장이 오닐-피비 아줌마가 엿들은 대화-무두질 사업을 시작한 엡스-칼에 찔리는 에이브럼 아저씨-흉측한 상처-질투하는 엡스-사라진 팻시-쇼 씨 댁에서 돌아온 팻시- 쇼 씨의 흑인 아내 해리엇-분노하는 엡스-엡스의 비난을 부인하는 팻시- 발가벗은 채 네 개의 말뚝에 묶이는 팻시-비인간적인 매질-매질을 당하는 팻시-한낮의 아름다움-소금물 양동이-핏덩이가 엉겨 뻣뻣해진 원피스-우울에 빠진 팻시-하느님과 영원에 대한 그녀의 생각-천국과 자유에 대한 생각-노예제도의 결과-채찍질-엡스의 큰아들-“아이는 어른의 아버지다.”
19장
바이유 루지의 에이버리-특이한 주거지-새 집을 짓는 엡스-목수 배스-그의 숭고한 기질들-그의 외모와 괴벽-노예 제도에 대해 토론하는 배스와 엡스-배스 대한 엡스의 의견-배스에게 말을 거는 나-우리의 대화 -놀라는 배스-바이유 강둑에서 한밤중에 만나다-배스의 확답-노예제도에 대한 전쟁을 선언하다-내 과거사를 밝히지 않은 이유-편지를 쓰는 배스-그가 파커 씨와 페리 씨에게 쓴 편지의 사본-불안과 긴장-실망-날 위로하려 애쓰는 배스-그를 신뢰하는 나.
20장
약속을 충실히 지키는 배스-크리스마스이브에 도착한 배스-이야기를 나누기 어려움-오두막에서의 만남-도착하지 않은 편지-직접 북부로 가겠다고 선언하는 배스-크리스마스-엡스와 배스가 나눈 대화- 바이유 뵈프의 미인, 젊은 여주인 맥코이- 완벽한 정찬-음악과 춤-여주인의 참석-여주인의 뛰어난 미모-마지막 노예춤-윌리엄 피어스-늦잠을 잔 나- 마지막 채찍질-낙담-추운 아침- 엡스의 위협-지나가는 마차-목화밭으로 다가오는 이방인들-바이유 뵈프에서의 마지막 시간
21장
사라토가에 도착한 편지-앤에게 보내진 편지-헨리 B. 노섭에게 그 편지를 보여주다-1840년 5월 14일에 통과된 법령 -그 조항들-주지사에게 보낸 앤의 탄원서-탄원서에 첨부한 진술서들-술레 상원의원의 편지-주지사가 임명한 대리인 출발-마크스빌 도착-존 P. 와딜 판사-뉴욕 정치계에 대한 대화-그 대화가 행운으로 이어지다-배스와의 만남-밝혀진 비밀-법적 절차-마크스빌에서 바이유 뵈프로 출발하는 노섭과 보안관-오는 길에 준비한 증거물-엡스의 농장에 도착-면화밭에서 일하는 노예들 발견-만남-작별.
22장
뉴올리언스 도착 - 지나치면서 본 프리먼 - 서기관 제누아 - 솔로몬에 대한 그의 설명 - 찰스턴 도착 - 세관원에게 제지를 당하다 - 리치몬드를 지나다 - 워싱턴 도착 - 체포되는 버치 - 셰클스와 손 - 이들의 증언 - 무죄판결을 받는 버치 - 고소당하는 솔로몬 - 고소를 취하하는 버치 - 상급 법정 - 워싱턴 출발 - 샌디힐 도착 - 오랜 친구들과 익숙한 풍경들 - 글랜즈 폴스 - 앤과 마거릿, 엘리자베스와의 만남 - 솔로몬 노섭 스톤튼 - 일화들 - 결말

## 한국어 역본
- 솔로몬 노섭 (2014). 《노예 12년》. 펭귄클래식. 번역 유수아. 서울 : 펭귄클래식코리아 : 웅진씽크빅. ISBN 9788901162898.
- 솔로몬 노섭 (2015). 《노예 12년》. 더클래식 세계문학 컬렉션 67. 번역 원은주. 서울 : 더클래식 : 미르북컴퍼니. ISBN 9791155511664. 부록 : 작품 해설
- 솔로몬 노섭 (2014). 《노예 12년》. 번역 오숙은. 파주 : 열린책들. ISBN 9791155511664. 부록: 뉴욕 법 ; 앤의 청원서 ; 루이지애나주
- 솔로몬 노섭 (2015). 《노예 12년》. 번역 이세현. 세잎. ISBN 9788996573197. 부록 : 지도, 솔로몬 노섭의 연보 등
- 솔로몬 노섭 (2014).  데이비드 윌슨, 편집. 《노예 12년 : 19세기 한 자유인의 기구하고 참혹한 노예생활》. 더클래식 세계문학 컬렉션. 번역 박우정. 파주 : 글항아리. ISBN 9788996573197. 부록 : 굽이치는 강, 제375조, 앤의 청원서